# Temporada 1935 de la NFL
La Temporada 1935 de la NFL fue la 16.ª en la historia de la NFL. La liga aceptó la propuesta de Bert Bell de celebrar un draft anual para los jugadores de la universidad, que comenzaría en 1936, con los equipos con un orden de selección inverso respecto a la posición del equipo el año anterior.
Si no fuera por una cancelación debido a las fuertes nevadas, esta habría sido la primera temporada en la que todos los equipos de la NFL hubieran jugado el mismo número de juegos. Esta estandarización se ha formalizó el año siguiente y ha continuado, desde entonces, incrementando el número de juegos lentamente a dieciséis para 1978, que se mantiene hasta hoy.
La temporada finalizó el 15 de diciembre cuando los Detroit Lions vencieron a New York Giants 26-7 por el juego de campeonato de la NFL.

## Principales cambios en las reglas
- Las líneas interiores o marcas de control, introducido dos años antes, en 1933, se trasladaron más cerca del centro del campo, a partir de 10 yardas a 15 yardas desde el costado del campo, o 70 pies de distancia

Esta anchura se prolongó durante diez temporadas, hasta 1944. Los hashmarks fueron trasladados a 20 yardas de las líneas laterales (40 pies) de distancia en 1945, que se prolongó durante 27 temporadas. Ellos fueron trasladados a la anchura de los postes de la portería (18⅓ pies) en 1972.

## Carrera Divisional
En el Este, el partido clave se llevó a cabo el día de Acción de gracias en el Ebbets Field de Brooklyn, como los Dodgers (5-4) recibieron a los Giants (6-3). Una victoria de Brooklyn hubiera empatado a ambos equipos en 6-4, pero New York ganó, 21-0, terminando en 9-3. El mismo Día de Acción de Gracias vio a los Lions y los Cardinals ganar sus encuentros, dándoles una marca de 6-3-2 y 6-3-1, respectivamente, y los empates no contaban. Tres días más tarde, el 1 de diciembre, los Lions vencieron 28-0 a Brooklyn; los Cardinals empatraron frente a los Bears 7-7, pero Detroit terminó su temporada en el 7-3-2, mientras que las Cardinals estaban en 6-3-2. Los Cardinals necesitaban una victoria para tener la oportunidad de una segunda fase, y se enfrentaron de nuevo a los Bears el 8 de diciembre. Esta vez, los Bears ganaron 13-0, y los Lions fueron los campeones de división.

## Temporada regular
J= Partidos Jugados, V = Victorias, D = Derrotas, E = Empates, CTE = Cociente de victorias, PF= Puntos a favor, PC = Puntos en contra

Nota1: Los juegos empatados no fueron contabilizados de manera oficial en las posiciones hasta 1972

Nota2: El juego del 17 de noviembre entre Filadelfia y Boston fue cancelado debido a la lluvia y la nieve.
| New York Giants     | 12 | 9 | 3 | 0 | .750 | 180 | 96  |
| Brooklyn Dodgers    | 12 | 5 | 6 | 1 | .455 | 90  | 141 |
| Pittsburgh Pirates  | 12 | 4 | 8 | 0 | .333 | 100 | 209 |
| Boston Redskins     | 11 | 2 | 8 | 1 | .200 | 65  | 123 |
| Philadelphia Eagles | 11 | 2 | 9 | 0 | .182 | 60  | 179 |

| Detroit Lions     | 12 | 7 | 3 | 2 | .700 | 191 | 111 |
| Green Bay Packers | 12 | 8 | 4 | 0 | .667 | 181 | 96  |
| Chicago Bears     | 12 | 6 | 4 | 2 | .600 | 192 | 106 |
| Chicago Cardinals | 12 | 6 | 4 | 2 | .600 | 99  | 97  |

## Juego de Campeonato
- Detroit Lions 26, New York Giants 7, 15 de diciembre de 1935, University of Detroit Stadium, Detroit, Míchigan

## Líderes de la liga
| Estadísticas | Nombre         | Equipo            | Yardas |
| ------------ | -------------- | ----------------- | ------ |
| Pasando      | Ed Danowski    | New York          | 794    |
| Corriendo    | Doug Russell   | Chicago Cardinals | 499    |
| Recibiendo   | Charley Malone | Boston            | 499    |